# NEURL2
NEURL2‏ (Neuralized E3 ubiquitin protein ligase 2) هوَ بروتين يُشَفر بواسطة جين NEURL2 في الإنسان.